# Museu do Homem do Nordeste
O Museu do Homem do Nordeste é um museu brasileiro localizado na cidade do Recife, capital de Pernambuco. O Museu do Homem do Nordeste – Muhne – é um órgão federal (vinculado à Fundação Joaquim Nabuco/Ministério da Educação), que reúne acervos que revelam a pluralidade das culturas negras, indígenas e brancas desde nossas origens até os diferentes desdobramentos e misturas que formam o que hoje é chamado genericamente de cultura brasileira. Fazendo parte do Instituto de Documentação da Fundação Joaquim Nabuco, sua concepção museológica e museográfica foi inspirada no conceito de museu regional, idealizado pelo sociólogo-antropólogo Gilberto Freyre.

## História
Inaugurado em 21 de Julho de 1979, o Museu do Homem do Nordeste tem origem na fusão de três museus e seus respectivos acervos: o Museu de Antropologia (1961-1978), o Museu de Arte Popular (1955-1978) e o Museu do Açúcar (1963-1978). Composto por coleções caracterizadas pela heterogeneidade e variedade, agregando desde objetos das famílias de senhores de engenhos, até objetos simples, de uso cotidiano das famílias pobres. A arte popular também se faz presente nas coleções, com brinquedos populares, vestuários e instrumentos das festas populares, objetos dos povos indígenas e muitos outros. Esses conjuntos de peças revelam a diversidade e cultural da sociedade nordestina e brasileira.
Seu edifício-sede é um projeto da década de 1960, de autoria do arquiteto Carlos Antônio Falcão Corrêa Lima, projetado especificamente para a instalação do Museu do Açúcar. Baseado na mudança do conceito de museu ocorrida no séc. XX, de tendência modernista, localiza-se em bairro da Zona Norte do Recife, onde existiam antigos engenhos. 
No ano de 1977, cumprindo orientações do Ministério do Planejamento, os bens móveis e imóveis do Museu do Açúcar, do extinto Instituto do Açúcar e do Álcool, foram incorporados ao antigo Instituto Joaquim Nabuco de Pesquisas Sociais, atual Fundação Joaquim Nabuco. O Museu passou por uma completa reformulação a partir da incorporação dos museus existentes no Instituto Joaquim Nabuco de Pesquisas Sociais - Museu de Antropologia e Museu de Arte Popular. Sob a orientação do antropólogo e sociólogo Gilberto Freyre, os acervos dos três museus foram reunidos, dando origem ao Museu do Homem do Nordeste.
A primeira exposição de longa-duração manteve em quase sua totalidade o projeto original do Museu do Açúcar no pavimento térreo. Baseado no conceito da “museologia morena”, assim denominado pelo museólogo Aécio de Oliveira, a continuação da exposição no pavimento superior foi organizada a partir de uma expografia que contava com uma profusão de objetos, remetendo ao aspecto das feiras livres.
A atual exposição de longa-duração “Nordeste: territórios plurais, culturais e direitos coletivos”, foi inaugurada em dezembro de 2008 e foi concebida a partir do debate sobre o conceito socioantropológico da ideia desse Homem do Nordeste e suas representações. Contra a pedagogia do consenso, a narrativa da exposição versa as seguintes temáticas: 
- Nordeste plural
- Brasil global e periférico
- Terra, trabalho e identidade
- Povos Indígenas do Nordeste
- Açúcar: organização da economia e escravidão
- Revoltas, revoluções e resistências
- Expansão e interiorização através do gado

## Acervo
O acervo do Museu do Homem do Nordeste caracteriza-se pela variedade e heterogeneidade de seus quase 16.000 objetos reunidos com a intenção de apresentar um museu panorâmico, socialmente abrangente, voltado para os aspectos eruditos e populares de um tipo regional de Homem brasileiro. Disponível para consulta online, destacam-se os seguintes conjuntos: 
- 1) Peças de artes decorativas: mobiliário pernambucano do século XIX e estilo Beranger, colonial brasileiro, rústico;

- 2) Cristais: franceses, opalinas, belgas e vidraria;

- 3) Porcelanas: francesas, chinesa, brasileira;

- 4) Pratarias: inglesa, portuguesa e brasileira;

- 5) Ourivesaria: peças orientais, penas de ouro e prata;

- 6) Joalheria: pulseiras, brincos de prata e ouro;

- 7) Tapeçaria de Gobelin;

- 8) Azulejaria francesa, inglesa e portuguesa, cerâmica hidráulica brasileira; 9) Arte Sacra: Imaginária portuguesa e pernambucana;

- 10) Arte popular de Pernambuco e outros estados;

- 11) Armaria;

- 12) Artes Visuais;

- 13) Etnografia indígena com a representação do Toré e a arte plumária;

- 14) Objetos da etnografia das religiões afro-brasileiras como o Xangô, Candomblé, Catimbó, Jurema;

- 15) Artefatos variados como maquetes de engenhos, equipamentos tecnológicos da indústria açucareira, do fumo, das comunicações, de iluminação, dos transportes, da habitação, da cozinha;

- 16) Coleções de numismática e heráldica